# Jared Rushton
Jared Michael Rushton, född 3 mars 1974 i Provo, Utah, är en amerikansk musiker och före detta skådespelare. Han är mest känd för att ha haft roller i filmer som Älskling, jag krympte barnen och Tjejen som föll överbord.